# Meng Huo
Pour les articles homonymes, voir Meng.
Meng Huo 孟獲 était un roi possiblement fictif de Nanzhong dans les années 210-220. Il faisait partie du peuple des Nanman. Son pays est situé aux environs de l'actuel Yunnan. Il est principalement connu pour son rôle dans le roman historique Les Trois Royaumes où le conte de son insurrection contre Shu fait l'objet de plusieurs chapitres.
Son propre règne fut marqué par l'unification des tribus Nanman sous sa bannière.
Il est capturé par le Shu et doit leur prêter allégeance. 